# Jan Schütz
Jan Schütz, též Johann Schütz, byl rakouský politik české národnosti z Čech, během revolučního roku 1848 poslanec Říšského sněmu.

## Biografie
Během revolučního roku 1848 se zapojil do veřejného dění. Podle zprávy okresního hejtmana Piwetze se Schütz během roku 1848 podílel na pokusu o odzbrojení jindřichohradecké vojenské posádky. Působil jako justiciár na několika panstvích. Po reformě státní správy v roce 1850 se stal okresním soudcem ve Vodňanech. Je označován za exaltovaného Čecha.
V doplňovacích volbách v lednu 1849 byl zvolen na ústavodárný Říšský sněm poté, co rezignoval poslanec Josef Hamerník. Zastupoval volební obvod Jindřichův Hradec. Tehdy se uváděl coby justiciár.